# ارکیده زنبوری معمولی
ارکیده زنبوری معمولی (نام علمی: Chiloglottis diphylla) نام یک گونه از سرده ارکیده‌های زنبوری است.